# Rüdiger Wolfrum
Rüdiger Wolfrum (* 13. Dezember 1941 in Berlin) ist ein deutscher Rechtswissenschaftler und war bis 2017 Richter am Internationalen Seegerichtshof. Von 2005 bis 2008 war er dessen Präsident. Er war Schüler des Bonner Hochschullehrers Karl Josef Partsch (1914–1996).

## Leben
Nach Abitur und Wehrdienst studierte Wolfrum von 1964 bis 1969 Rechtswissenschaften an der Rheinischen Friedrich-Wilhelms-Universität Bonn und an der Eberhard-Karls-Universität Tübingen. Er bestand am 18. Januar 1969 das erste juristische Staatsexamen. Nach der Promotion zum Doktor der Rechte am 29. Juni 1973 und der Referendarzeit, die er am 29. Juni 1973 mit dem zweiten juristischen Staatsexamen abschloss, arbeitete er vom 1. Oktober 1973 bis zum 31. Juli 1978 als wissenschaftlicher Assistent am Institut für Völkerrecht der Universität Bonn. Im Zeitraum vom 1. August 1977 bis 31. Juli 1979 nahm er einen Forschungsaufenthalt an dem Center for Oceans Law and Policy der University of Virginia wahr. Am 28. November 1980 habilitierte er sich und ihm wurde die venia legendi für Öffentliches Recht einschließlich Völkerrecht verliehen.
Vom 6. Mai 1982 bis 30. November 1982 war Wolfrum Professor für Öffentliches Recht und Völkerrecht an der Johannes Gutenberg-Universität Mainz. Im Anschluss daran war er bis zum 30. April 1993 Professor für Öffentliches Recht und Völkerrecht und Direktor des Instituts für internationales Recht an der Universität Kiel. Seit dem 1. Mai 1993 ist er Professor für Völkerrecht der Universität Heidelberg. Zugleich wurde er Direktor am Max-Planck-Institut für ausländisches öffentliches Recht und Völkerrecht in Heidelberg, dessen Leitung er bis zu seinem Ruhestand am 31. Dezember 2012 zusammen mit Armin von Bogdandy innehatte. Seit Januar 2013 ist er Geschäftsführer der Max-Planck-Stiftung für Internationalen Frieden und Rechtsstaatlichkeit.
Am 1. August 1996 wurde Wolfrum auf Vorschlag des Auswärtigen Amtes zum Richter am Internationalen Seegerichtshof in Hamburg gewählt, dem er bis 2017 angehörte. Die letzte Wiederwahl erfolgte am 13. Juni 2008. Von Oktober 2005 bis Oktober 2008 war er in Nachfolge des aus Grenada stammenden Dolliver Nelson Präsident des Gerichtshofes. Zu seinem Nachfolger im Amt des Präsidenten wurde José Luis Jesus aus Kap Verde gewählt.
Er war Teil der Delegation der Bundesrepublik bei der Verhandlung zum Mineralienabkommen im Rahmen des Antarktis-Vertrages und leitete die Arbeitsgruppe für Rechtsfragen. Wolfrum war in der Vergangenheit in vielen Ländern als Berater tätig im Zusammenhang mit der Erstellung grundlegender rechtsstaatlicher Verfassungs- und Gesetzesvorhaben.  Er bildet u. a. im Sudan die hohen Richter aus; auch ist er als Vermittler im Friedensprozess in Darfur eingesetzt. Er hat Ehrendoktorwürden der Russischen Akademie der Wissenschaften in Moskau (12. Februar 1999) und des Shihutug Law College in Ulaanbaatar (6. Dezember 1999) und am 3. Oktober 2002 die Berufung zum Honorarprofessor an der Juristischen Fakultät der Universität Hamburg erlangt.
Wolfrum ist seit dem Jahr 2003 Mitglied der Gelehrtenakademie Leopoldina.
Seit dem Jahr 2013 ist er Mitglied des Institut de Droit international.
2016 wurde Wolfrum zum Vertreter Osttimors in der Kommission des Schlichtungsverfahrens (auf Grundlage des Seerechtsübereinkommens) zur Lösung der Grenzstreitigkeiten zwischen Australien und Osttimor ernannt.
Gleichfalls 2016 benannten die Philippinen in der Klage gegen die VR China wegen dessen Ansprüchen im Südchinesischen Meer Wolfrum als Richter des Schiedsgerichts des Ständigen Schiedshofes in Den Haag.

## Auszeichnungen
- 2008: Großes Bundesverdienstkreuz
- 2020: Manley-O.-Hudson-Medaille

## Publikationen (Auswahl)
- Die innerparteiliche demokratische Ordnung nach dem Parteiengesetz. Duncker & Humblot, Berlin 1974, ISBN 3-428-03200-4 (Dissertation Universität Bonn).

- Die Internationalisierung staatsfreier Räume. Die Entwicklung einer internationalen Verwaltung für Antarktis, Weltraum, Hohe See und Meeresboden. Springer, Berlin 1984, ISBN 3-540-13059-4 (Habilitationsschrift Universität Bonn).
- Völkerrecht / Georg Dahm. 2. neubearb. Aufl. Drei Teile. De Gruyter, Berlin 1989-2002.

- The convention on the regulation of Antarctic mineral resource activities. An attempt to break new ground. Springer, Heidelberg 1991, ISBN 3-540-54219-1.
- (Hrsg.): Handbuch Vereinte Nationen. 2. Aufl. Beck, München 1991, ISBN 3-406-34113-6.

- (mit Nele Matz): Conflicts in international environmental law. Springer, Berlin 2003, ISBN 3-540-40520-8.

- Fighting terrorism at sea: options and limitations under international law. Japan Society for Defense Studies, Tokio 2008.
- The protection of the environment through international courts and tribunals. In: Andreas Fischer-Lescano (Hrsg.): Frieden in Freiheit – Festschrift für Michael Bothe zum 70. Geburtstag. Nomos, Baden-Baden 2008, ISBN 978-3-8329-3667-9, S. 807.
- Kosovo – some thoughts on its future status. In: Sienho Yee (Hrsg.): Multiculturalism and international law – essays in honour of Edward McWhinney. Nijhoff, Leiden 2009, ISBN 978-90-04-17471-9, S. 561.
- Peter Frieß, Andreas Fickers (Hrsg.): Dietrich Granow und Rüdiger Wolfrum sprechen über den Antarktisvertrag und rechtsfreie Räume (= TechnikDialog, Heft 7). Deutsches Museum / Lemmens, Bonn 1997, ISBN 3-932306-04-X.[6]
- Legitimacy of Constitution- making Processes: Reflections from the Perspective of International Law, in Constitutionalism, Human Rights, and Islam after the Arab Spring herausgegeben von Rainer Grote und Tilmann Röder, OUP 2016.

Festschrift
- Holger P. Hestermeyer u. a. (Hrsg.): Coexistence, cooperation and solidarity. Liber amicorum Rüdiger Wolfrum. Zwei Bände. Nijhoff, Leiden 2012, ISBN 978-90-04-18893-8.